# Comillas
Comillas – miasto w Hiszpanii w prowincji Kantabria we wspólnocie autonomicznej Kantabria.

## Zabytki[2]
- Palacio Sobrellano, ogromny neogotycki pałac, którego budowa została zakończona w 1881 roku;
- El Capricho[3], budynek zaprojektowany przez Antoniego Gaudiego, zbudowany w latach 1883–1889. Budynek inspirowany stylem mudejar, z więżą przypominającą minaret, pokrytą kolorowymi płytkami.